# 安来市

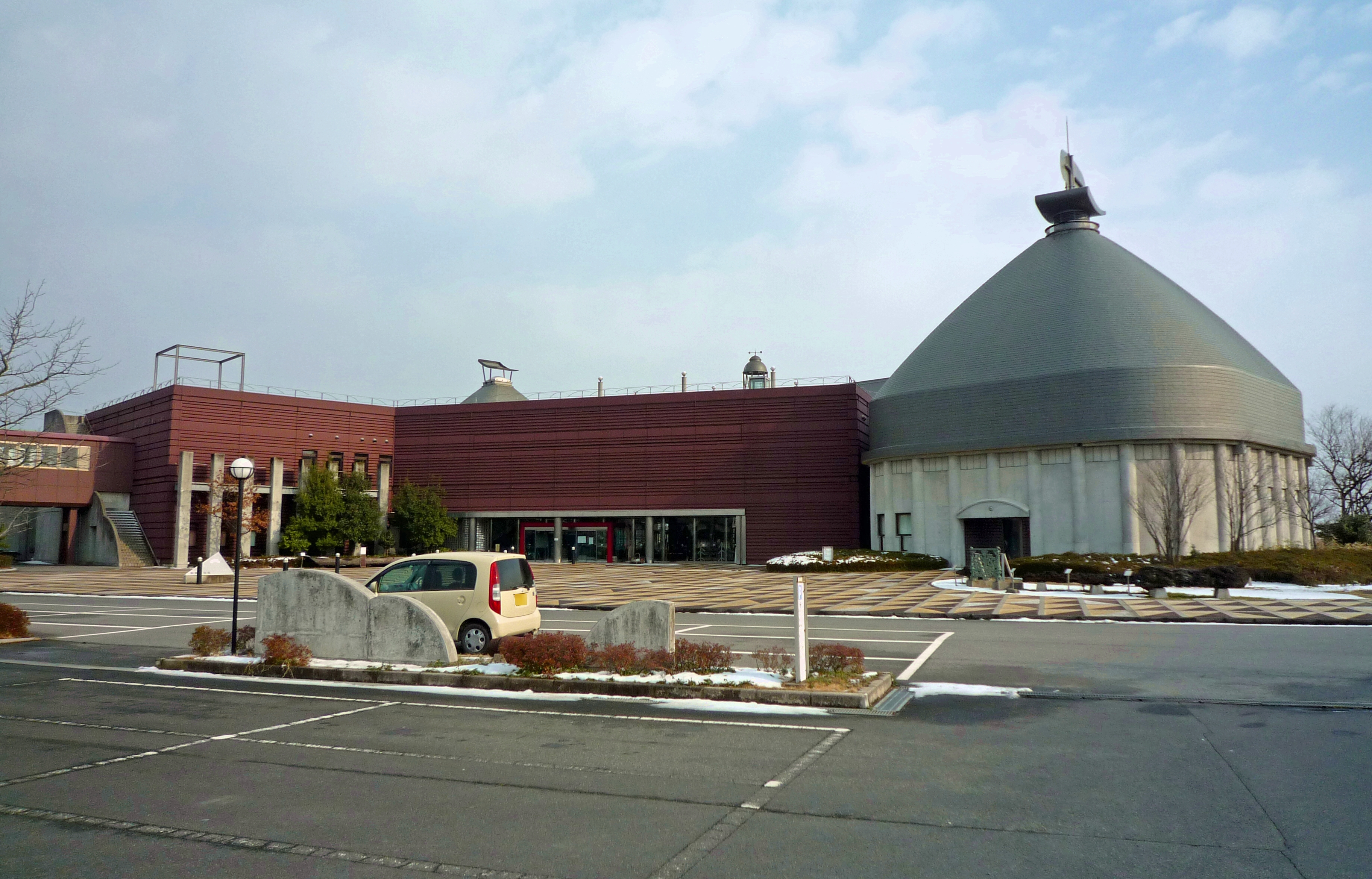
和鋼博物館

安来市（やすぎし）は、島根県の東端にある出雲地方東部の市。出雲国風土記においてスサノオノミコトが「安来く（やすけく）地」と命名したことが地名の由来と伝えられている。

## 地理

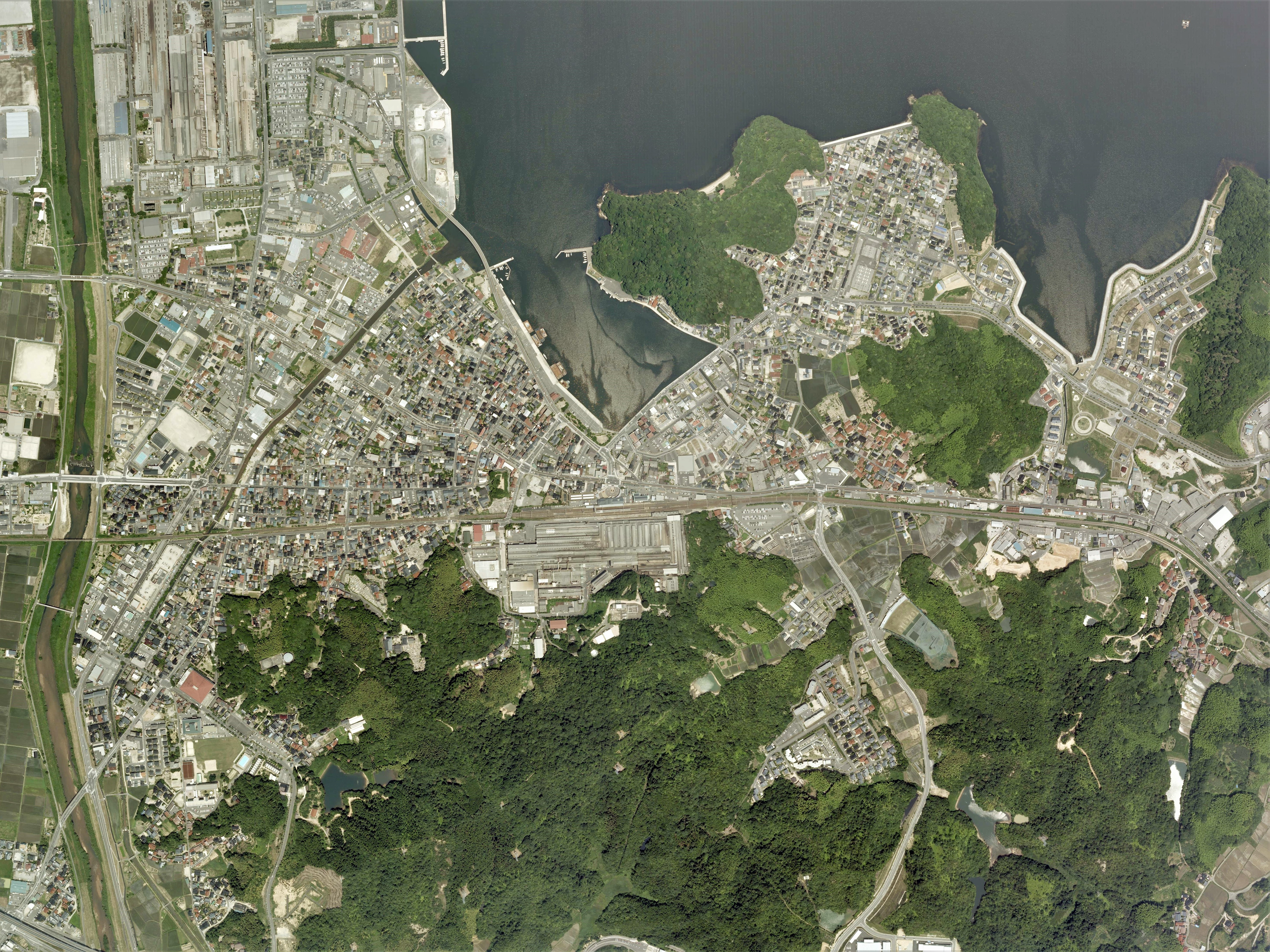
安来市中心部周辺の空中写真。
2009年6月26日撮影の4枚を合成作成。。

安来市は島根県の東端に位置し、鳥取県と県境である。北部は中海、西部は松江市及び雲南市、南部は奥出雲町及び鳥取県日南町に、東部は鳥取県米子市及び南部町と接する。
かつては神聖な地であったらしく、この地区の土地名を冠する神社名が全国に散見される。砥神（十神）、加茂（下鴨）、安来（八杉、安居）、伯太（博多）、広瀬、月山、能義（乃木）、磐船（岩舟）、意多伎（愛宕）、伊勢、楯縫（風土記に残る郷の名称）宇賀（荘）、車山、飯生（稲荷）、比婆、久米、諏訪、吉佐、八幡、母里、桑名、社日など。
旧広瀬町、旧伯太町は豪雪地帯に指定されている。

### 隣接する自治体
- 島根県
  - 仁多郡奥出雲町
  - 松江市
  - 雲南市
- 鳥取県
  - 米子市
  - 西伯郡南部町
  - 日野郡日南町

## 歴史
弥生・古墳時代の間にかけて出雲に強力な王権が発生するが（古代出雲参照）、その中心地（東部出雲王朝）だったという説がある。全国最大級の方墳である造山古墳群や出雲文化圏特有の四隅突出型墳丘墓（国内最大級の集中地帯）などを含む多くの古墳が発掘されており、弥生から古墳時代にかけて約500年の間、連綿と栄えた地域である。当時の出雲は筑紫、大和、毛野と並ぶかそれ以上の古代日本の有力な地方政権で、弥生後期においては北陸まで及ぶ日本海沿岸には四隅突出型墳墓形式で規格化された連合政体のようなものがあった。ヤマトとともに抜きん出た勢力を誇り意宇王の指導のもとで一時は独立王朝をなしたという説がある。
山陰では鉄器も北九州に準ずる量が発掘されており、安来でも弥生期の製鐵遺構が竹ヶ崎・柳遺跡で見つかっているため、これらの鉄が当時鉄不足であった大和地方へ供給されヤマト朝廷建国の原動力となったという説がある。実際前近代的な野だたらは弥生時代以降、連綿と続いていたようで製鉄遺跡として認知されている。
そのためか、『記紀』への登場も早期からであり、『古事記』、『日本書紀』においては根之堅州国（ねのかたすくに）あるいは根之国（大和島根、島根県の語源とされており、イザナミノミコトの御神陵と言われているところも存在することから修理固成の源郷という見方をするものもいる。黄泉国参照。）と呼ばれスサノオノミコトが統治していた地方に該当するのではないかとも言われており、市内には出雲神道の流れを汲む古社も多い。地名が文献上登場したのは天平6年（西暦733年）の『出雲国風土記』に「出雲国意宇（おう）郡安來郷」とでている。おそらく神代からの名称であり、都市名では最古の部類の属す。この当時より安来の山中や船通山周辺を源とするオロチ河川群の周辺ではたたら吹き（タタラ＝多多良、鈩、踏鞴、鞴韜）、たたら製鉄と呼ばれる古代製鉄法が盛んであったがためスサノオノミコトのヤマタノオロチ伝説が生まれたとされている。このヤマタノオロチは退治され埋められた後、八本杉を植えた伝承が隣接する奥出雲町、雲南市、鳥取県日野郡をはじめとするオロチ河川群の周辺地方などに残っているがこの八本杉（八杉）が安来の語源とする説もある。そのため市内だけでも数十以上（伯太町、広瀬町）も存在するたたら製鉄の遺跡や、周辺地方には日本刀の最古の刀匠であり、宮本武蔵の愛刀「童子切」の作者である伯耆国大原の安綱の工房跡碑（鳥取県西伯郡）などがあり、また近接する伯耆国大原は安綱が活躍した地であることから、古くから冶金技術が発達していた雲伯地方一帯（旧名；意宇郡、能義郡）の中心都市であったことが窺える。このような背景から映画『もののけ姫』の舞台のモデルともなった。

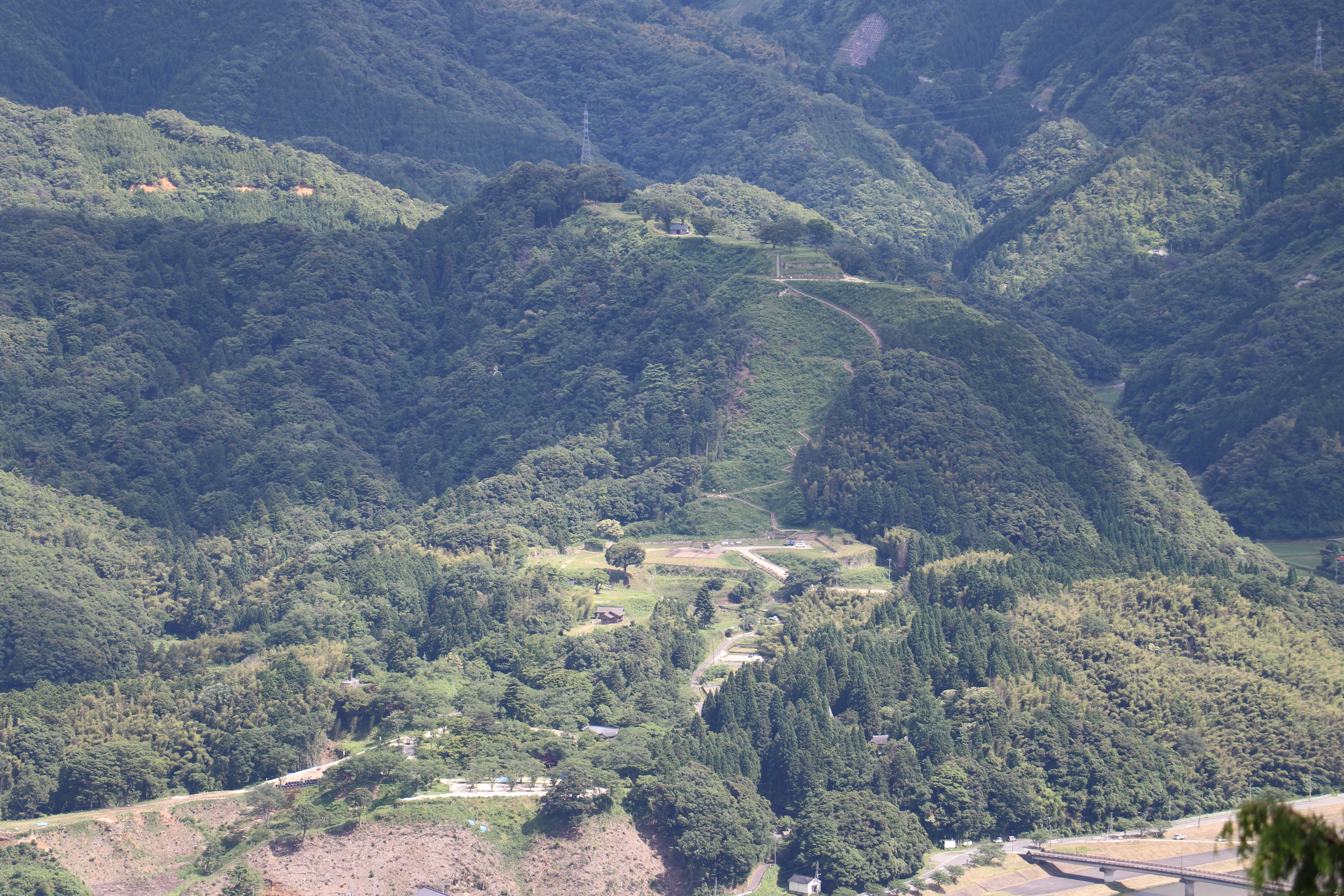
月山富田城

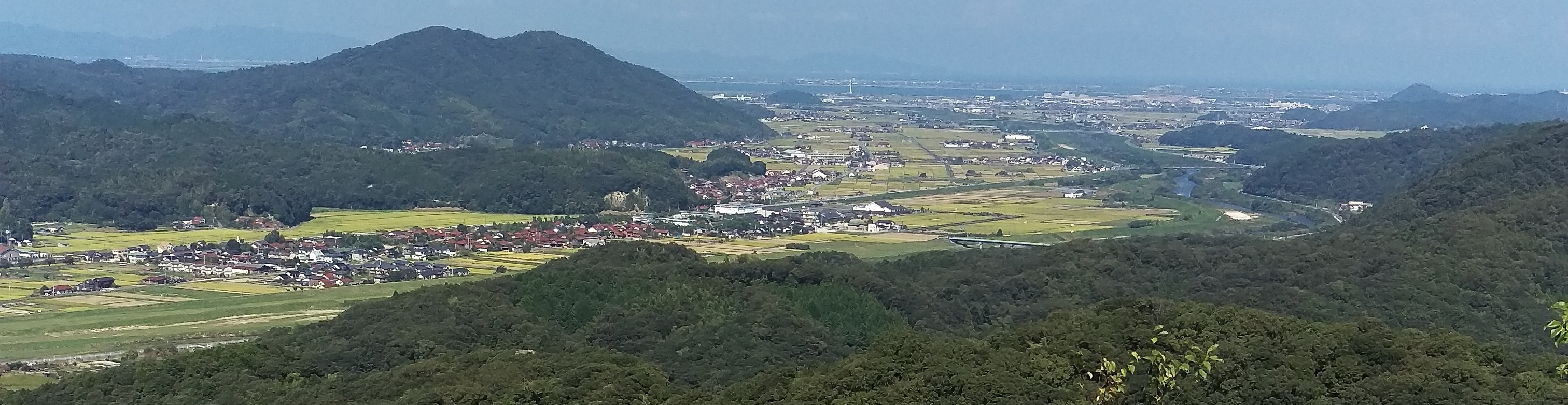
月山富田城より見る安来市

古代より中海（錦海）に面した天然の良港、安来の港はふるくは朝鮮半島との交易も盛んであり、『万葉集』では於保の浦、時代が下ると金ヶ浦、錦ヶ浦という名などで登場している。そのため市内に数多くある古墳からは当時の出雲地方としては珍しい天叢雲剣を髣髴させるような鉄製の刀剣、鉄器類が出土している。そのため、神在月には出雲を目指す神様が安来湊にまず集結し、鉄の買い付けを行うというような伝説も残っており、古代出雲の海の玄関口として反映したことが窺える。戦国時代に至っては尼子氏の物資輸送、海戦拠点ともなり、中国地方の大大名である尼子氏対大内氏・毛利氏の激烈な戦いが繰り広げられた。この中で有名な悲運の武将山中幸盛らが活躍しその模範的ともいえる武士道精神は池波正太郎著『黒幕』などの数々の小説、物語の題材となっている。江戸期に入ると尼子・毛利両氏が営んだ月山富田城から松江城に出雲支配の中心が移り繁栄に一時翳りがあった。
しかし江戸中期より日本の商品経済が発展し北前船による交易が盛んになり、鉄資源を求めて奥出雲側に移動していった製鉄地帯ではそれまでの野だたら法から量産型の永代たたらへ移行すると、安来湊が重要港となり山陰地区の和鉄・和鋼を一手に取り扱う一大商都と成長した。当時の国内の鉄生産量の実に90％以上にものぼる素鉄・素鋼品の製造・流通を取り扱い繁栄を極めた。
明治時代後期に入ると、たたら製鉄法は衰退の危機に直面する。たたら師たちが日本初の民間鉄鋼会社「雲伯鉄鋼合資会社」を1899年（明治32年）に設立した（製鉄業と一線を画し、近代鉄鋼産業の発祥と定義する説もある）。その後、その会社は安来鉄鋼合資会社（1909年設立）、株式会社安来製鋼所（1916年設立）を経て日産コンツェルン総帥鮎川義介による近代技術の導入、その後の伝統製鋼法の近代的画期、高級特殊鋼（高性能工具鋼等）へ特化し現在も鋼都としての存在をゆるぎないものにしている。この地で生産された鋼は安来鋼というブランド名で株式会社プロテリアル（旧:日立金属株式会社）が製造を続けており、日本有数の鉄鋼開発拠点の一つとなっている。
文芸面では大正時代に、それまでの華やかな安来文化の蓄積である安来節を全国に広めた渡部お糸、その後は陶芸家、河井寛次郎や、彫刻家、米原雲海など日本文化の伝統を主軸にした近代芸術家を多く輩出した。特に、河井寛次郎らが行った、民芸品への美術的価値を見いだす柳宗悦が中心になった「用の美」の美学は大正・昭和期に渡り日本人の工芸、料理、産業人の精神的なバックボーンを形成した。

## 沿革
- 1889年（明治22年）4月1日 - 町村制施行により、能義郡安来町・安来村・安来宮内村・飯島村が合併して安来町が発足。
- 1951年（昭和26年）4月1日 - 能義郡能義村・宇賀荘村と新設合併し、改めて安来町となる。
- 1954年（昭和29年）4月1日 - 能義郡安来町・飯梨村・荒島村・赤江村・島田村・大塚村が合併して安来市が発足。島根県下で6番目の市制施行（江津市と同日施行）。
- 1955年（昭和30年）1月10日 - 安来市石原町（もと飯梨村大字石原）が能義郡広瀬町・比田村・山佐村と新設合併し、広瀬町の一部となる。
- 2004年（平成16年）10月1日 - 能義郡広瀬町・伯太町と新設合併し、改めて安来市となる。これにより、能義郡が消滅。

## 行政
- 市長：田中武夫（2020年10月24日就任、2期目）

### 歴代市長
旧安来市長
| 代 | 氏名       | 就任                       | 退任                       | 備考 |
| -- | ---------- | -------------------------- | -------------------------- | ---- |
| 1  | 大井修一   | 1954年（昭和29年）4月1日   | 1962年（昭和37年）4月24日  |      |
| 2  | 杉原寛一郎 | 1962年（昭和37年）4月25日  | 1969年（昭和44年）10月17日 |      |
| 3  | 飯塚静雄   | 1969年（昭和44年）11月11日 | 1989年（平成元年）11月8日  |      |
| 4  | 加藤節夫   | 1989年（平成元年）11月9日  | 1997年（平成9年）11月8日   |      |
| 5  | 島田二郎   | 1997年（平成9年）11月9日   | 2004年（平成16年）9月30日  |      |

安来市長
| 代 | 氏名     | 就任                       | 退任                       | 備考 |
| -- | -------- | -------------------------- | -------------------------- | ---- |
| 1  | 島田二郎 | 2004年（平成16年）10月24日 | 2008年（平成20年）10月23日 |      |
| 2  | 近藤宏樹 | 2008年（平成20年）10月24日 | 2020年（令和2年）10月23日  |      |
| 3  | 田中武夫 | 2020年（令和2年）10月24日  | 現職                       |      |

### 官公庁

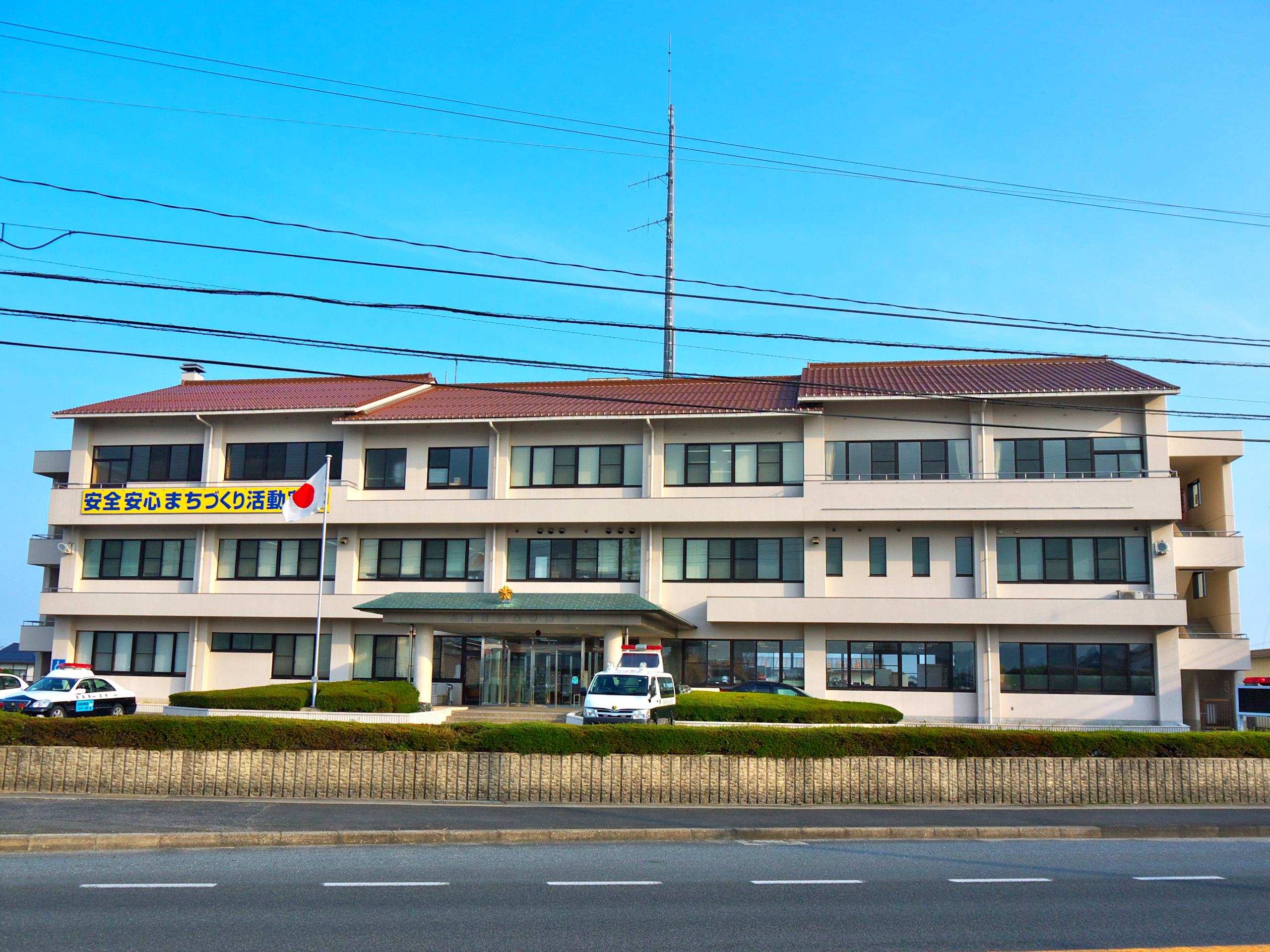
安来警察署

- 中国地方整備局出雲河川事務所中海出張所
- 松江公共職業安定所安来出張所
- 島根県警安来警察署

### 指定金融機関
指定金融機関は、島根県農業協同組合を指定している。

## 経済

### 産業
- 安来鋼（ヤスキハガネ）
- 安来織
- 出雲織
- 八幡焼
- 錦山焼
- 月山鼓窯
- 母里焼
- 安来節人形
- 民芸木工家具
- 武者のぼり
- 広瀬和紙
- 蒔絵
- 広瀬絣
- チューリップ
- たけのこ
- 安来梨
- 安来米（安来どじょう米）
- 尼子そば
- ドジョウ
- 安来和牛（安来牛、広瀬牛、伯太牛）
- 安来いちご
- 清水羊羹

### 商業施設
ショッピングセンター
- プラーナ
- 広瀬ショッピングセンター
- ピュアレ協同組合
- ラ・ムー

スーパーマーケット
- フーズマーケット ホック
- まるごう
- 業務スーパー
- スーパーあらしま

家電量販店
- エディオン

コンビニエンスストア
- ローソン
- ファミリーマート
- セブン-イレブン

ホームセンター
- ジュンテンドー
- いない
- コメリ

ドラッグストア
- ウェルネス
- ココカラファイン
- コスモス

## 姉妹都市・提携都市
- 密陽市（밀양시 Miryang ミリャン）（大韓民国慶尚南道）

## 地域

### 人口
| |                                        |  |
| 安来市と全国の年齢別人口分布（2005年） | 安来市の年齢・男女別人口分布（2005年） |  |
| ■紫色 ― 安来市 ■緑色 ― 日本全国 | ■青色 ― 男性 ■赤色 ― 女性              |  |
| 安来市（に相当する地域）の人口の推移 \| 1970年（昭和45年） \| 48,382人 \| \| \| 1975年（昭和50年） \| 48,800人 \| \| \| 1980年（昭和55年） \| 49,321人 \| \| \| 1985年（昭和60年） \| 49,616人 \| \| \| 1990年（平成2年） \| 48,492人 \| \| \| 1995年（平成7年） \| 46,934人 \| \| \| 2000年（平成12年） \| 45,255人 \| \| \| 2005年（平成17年） \| 43,839人 \| \| \| 2010年（平成22年） \| 41,836人 \| \| \| 2015年（平成27年） \| 39,528人 \| \| \| 2020年（令和2年） \| 37,062人 \| \| |                                        |  |
| 総務省統計局 国勢調査より |                                        |  |
| 1970年（昭和45年） | 48,382人                               |  |
| 1975年（昭和50年） | 48,800人                               |  |
| 1980年（昭和55年） | 49,321人                               |  |
| 1985年（昭和60年） | 49,616人                               |  |
| 1990年（平成2年） | 48,492人                               |  |
| 1995年（平成7年） | 46,934人                               |  |
| 2000年（平成12年） | 45,255人                               |  |
| 2005年（平成17年） | 43,839人                               |  |
| 2010年（平成22年） | 41,836人                               |  |
| 2015年（平成27年） | 39,528人                               |  |
| 2020年（令和2年） | 37,062人                               |  |

### 教育

#### 小学校
- 安来市立十神小学校
- 安来市立社日小学校
- 安来市立島田小学校
- 安来市立宇賀荘小学校
- 安来市立南小学校
- 安来市立能義小学校
- 安来市立飯梨小学校
- 安来市立荒島小学校
- 安来市立赤江小学校
- 安来市立広瀬小学校
- 安来市立比田小学校
- 安来市立山佐小学校
- 安来市立布部小学校
- 安来市立安田小学校
- 安来市立母里小学校
- 安来市立井尻小学校
- 安来市立赤屋小学校

#### 中学校
- 安来市立第一中学校
- 安来市立第二中学校
- 安来市立第三中学校
- 安来市立広瀬中学校
- 安来市立伯太中学校

#### 高等学校
- 島根県立安来高等学校
- 島根県立情報科学高等学校

#### 短期大学
- 大阪健康福祉短期大学

### 医療
- 安来市立病院
- 昌林会安来第一病院
- やすぎ博愛クリニック（旧日立記念病院）
- 安来市医師会病院

## 交通

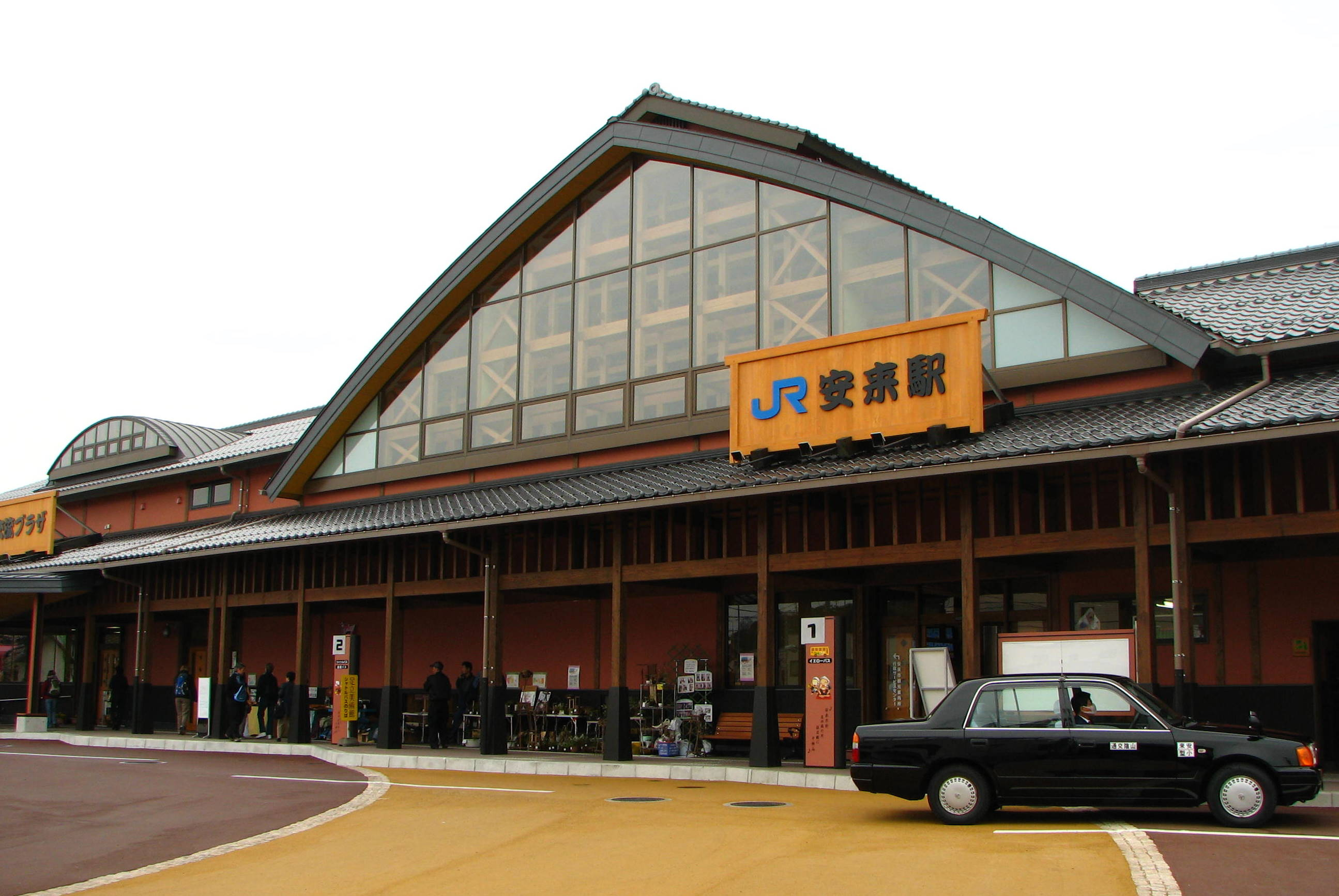
安来駅

### 鉄道
西日本旅客鉄道（JR西日本）
- 山陰本線
  - 安来駅 - 荒島駅

- 中心となる駅：安来駅
- かつては一畑電気鉄道広瀬線が1960年（昭和35年）6月20日まで市域を通っていた。

### バス
- 安来市広域生活バス（イエローバス） 安来市の自家用自動車による有償運送で、大新東に運行を委託している。
- 一畑バス 荒島駅 - 東揖屋 - 竹矢 - 松江駅 - 一畑バス本社間を運行。
- 「わいわいパス」、「米子だんだんバス 1日乗車券」、「米子鬼太郎空港- 米子駅連絡バス乗車券」はデジタル乗車券の販売も開始しており、「RYDE PASS」アプリで購入可能となっている。

### 道路
- 山陰自動車道
- 国道9号
- 国道432号

#### 道の駅
- 広瀬・富田城
- あらエッサ

## 通信

### 市外局番
市外局番は0854（20～39）となっている。但し天気予報は0852-177である。（市外局番0854の地域が島根県東部と西部に複数存在するため。）
- 0854（20～39）エリア
  - 安来電話交換所管轄(21,22,23)
  - 大塚電話交換所管轄(27)
  - 荒島電話交換所管轄(28)
  - 広瀬電話交換所管轄(32)
  - 比田電話交換所管轄(34)
  - 山佐電話交換所管轄(35)
  - 布部電話交換所管轄(36)
  - 伯太電話交換所管轄(37)
  - 赤屋電話交換所管轄(38)

### 郵便番号
郵便番号は以下の通りとなっている。2006年10月16日の再編に伴い、変更された。
- 安来郵便局:692-00xx、692-85xx、692-86xx、692-87xx、692-02xx
- 広瀬郵便局:692-04xx、692-06xx、692-07xx
- 赤屋郵便局:692-03xx

## 名所・旧跡・観光スポット・祭事・催事

### 観光
連続テレビ小説『ゲゲゲの女房』の影響で、武良布枝の故郷に多くの観光客が訪れている。

#### 博物館・美術館
- 和鋼博物館
- 足立美術館
- 加納美術館
- 安来市立歴史資料館
- 金屋子民俗神話館
- 安来節屋
- 広瀬絣センター

#### 温泉
- 鷺ノ湯温泉
- 比田温泉
- 広瀬温泉

### 名所・旧跡

#### 寺院
- 清水寺
- 雲樹寺
- 覚永寺
- 経王寺
- 巌倉寺
- 城安寺
- 岩舟山印珠寺
- 洞光寺
- 西方寺
- 松源寺
- 長台寺
- 常福寺

#### 神社
- 比婆山久米神社
- 能義神社 - 出雲四大神の一つ。
- 意多伎神社
- 支布佐神社
- 安来神社
- 出雲路幸神社
- 山狭神社
- 嘉羅久利神社
- 都辨志呂神社
- 金屋子神社（金屋子神を奉祀）
- 磐船神社
- 比太神社
- 布弁神社
- 富田八幡宮
- 田面神社
- 縄久利神社
- 志保美神社
- 荒島八幡
- 赤江八幡
- 賀茂神社
- 貴布禰神社
- 川根神社
- 塩津山神社
- 須賀神社
- 大塚大神宮
- 住吉神社
- 鹿島神社
- 香取神社
- 伊勢神社

#### 城跡
- 十神山城
- 月山富田城 - 国史跡

#### 古墳
- 造山古墳群 - 出雲地方最大級の墳墓・古墳群。
- 大成古墳 - 古墳時代前期の、全国最大級の大型方墳。
- 仲仙寺古墳群 - 四隅突出型墳丘墓。
- 神代古墳
- 矢田古墳群
- 岩舟古墳 - 出雲地方の古墳文化の特徴の一つである石棺式石室。1948年（昭和23年）に国の史跡に指定されている。
- 宮山古墳群
- 塩津山古墳群
- 毘売塚古墳
- 糺神社古墳群

### 祭・芸能
- 月の輪神事
- 広瀬祇園祭り
- チューリップ祭り
- 安来節

### レジャー
- 鷹入の滝（名水百選）
- 社日公園（安来公園）
- 太鼓壇公園
- 十神山なぎさ公園
- 母里チューリップ畑
- 野だたらと椿の里
- 上の台緑の村（日向尾根古墳）
- 山佐ダムキャンプ場

## 出身人物

### 歴史上の人物
- 尼子経久（戦国大名：十一州太守）
- 山中幸盛（尼子氏の家臣：尼子十勇士筆頭）※異説あり

### 政治
- 櫻内幸雄（衆議院議員、第7代商工大臣、第15代農林大臣、第41代大蔵大臣、枢密顧問官）
- 櫻内義雄（衆議院議員、第25・26代通商産業大臣、第44代農林大臣、第6代国土庁長官、第41代建設大臣、第111代外務大臣、第67代衆議院議長）
- 島田二郎（第5代旧安来市長、初代安来市長）
- 島田三郎（元島根県議会議員、参議院議員）
- 田部長右衛門 (22代)（貴族院議員）
- 近藤宏樹（2代目安来市長）
- 石橋通宏（参議院議員）

### 経済
- 櫻内乾雄
- 横山正克
- 横山重之
- 天野潔
- 足立全康

### 文化
- 広江八重桜（俳人）
- 河井寛次郎（陶芸家）
- 米原雲海（彫刻家）
- 船川利夫（作曲家）
- 高村ゆかり（法学者、東京大学教授）

### 芸能
- ネゴシックス（芸人：吉本興業所属）
- 美留香（ものまねタレント）
- べるを（ローカルタレント）
- 原田修志（ロックバンド「向風」：ドラムス）
- 多奈部聖士（ロックバンド「ナショヲナル」：キーボーディスト、ベーシスト）
- 長谷川裕倫（ロックバンド「あぶらだこ」：ボーカリスト）
- SKRYU（ラッパー）

### スポーツ
- 義原武敏（元プロ野球選手：読売ジャイアンツ他投手）
- 小沢浩一（元プロ野球選手：読売ジャイアンツ内野手）
- 山本一徳（元プロ野球投手：北海道日本ハムファイターズ、千葉ロッテマリーンズ投手）
- 谷川唯人（プロ野球選手：千葉ロッテマリーンズ捕手）
- 長島康夫（元野球選手）
- 釋迦ヶ嶽雲右エ門（元大相撲力士：第36代大関）
- 太刀ノ海浪右エ門（元大相撲力士）
- 﨏畑雄一郎（元地方競馬騎手）

### その他
- 安部憲幸（フリーアナウンサー、元朝日放送アナウンサー）
- 竹矢宣子（フリーアナウンサー、元宮崎放送アナウンサー）

### ゆかりの人物
- 渡哲也（俳優） - 6歳まで市内の母親の生家で暮らす。
- 渡瀬恒彦（俳優） - 3歳まで市内の母親の生家で暮らす。